# لس گوردن (بازیکن فوتبال)
لس گوردن (انگلیسی: Les Gordon؛ زادهٔ ۱۳ ژوئیهٔ ۱۹۰۳) بازیکن فوتبال است.
از باشگاه‌هایی که در آن بازی کرده‌است می‌توان به باشگاه فوتبال برایتون اند هوو آلبیون اشاره کرد.